# Филип (филм)
Вижте пояснителната страница за други значения на Филип.
„Филип“ е български телевизионен игрален филм (драма) от 2004 година на режисьора Любомир Христов, по сценарий на Станислав Семерджиев и Екатерина Лимончева. Оператори са Михаил Михайлов и Цветан Недков. Музиката във филма е композирана от Пламен Мирчев-Мирона.

## Актьорски състав
- Ивайло Герасков – Филип
- Милена Видер – Моника
- Мариан Бачев – Алек
- Роберт Янакиев – Росен
- Елена Бойчева – Съни
- Красимир Куцопаров – Бледия
- Петър Петров – Бонев
- Стефан Рядков – главния редактор
- Даниел Цочев – Вальо
- Анна Михайлова – Тони
- Пламен Манасиев – Тонев
- Диана Любенова – Невена
- Ангел Георгиев – д-р Спасов
- Досьо Досев – Калчо
- Маргарита Пехливанова – Велева
- Таня Михайлова – сестра
- Венелин Иванов – сервитьор

В епизодите:
- Н. Попова
- С. Харалампиев
- В. Стоилов
- Е. Калчева
- К. Петров
- Е. Стойчева
- Р. Жекова
- Р. Милева
- В. Мулешков
- Т. Илиев
- Н. Пешева
- Г. Георгиев
- В. Иванов
- Б. Нешев
- Р. Вардаров
- М. Капитанова
- И. Шошева
- В. Вълчев
- Б. Иванов